# Arquitectura y edificios de Bath
Los edificios y arquitectura de la ciudad de Bath, en Somerset, al suroeste de Inglaterra, revela ejemplos significativos de la arquitectura de Inglaterra, desde baños romanos (incluyendo su presencia Celta significativa), hasta el presente. La ciudad se convirtió en un Patrimonio de la Humanidad  en 1987, en gran parte debido a su historia arquitectónica y la manera en que se dibuja el paisaje de ciudad mezclando edificios públicos y privados. Los muchos ejemplos de palladianismo en la arquitectura se integran con los espacios urbanos para proporcionar una estética pintoresca. Es la única ciudad entera en Gran Bretaña que ha conseguido ser Patrimonio de la Humanidad, y es un destino turístico popular.
Los edificios más importantes son: los baños romanos, del arquitecto neoclásico Robert Adam, el Puente Pulteney, basado en un diseño descartado para el Puente Rialto de Venecia, y la Abadía de Bath en el centro de ciudad, fundado en 1499 sobre el lugar de una antigua iglesia del siglo VIII. De igual importancia son los edificios residenciales diseñados y construidos por los arquitectos georgianos John Wood el Viejo y su hijo John Wood el Joven, con ejemplos bien conocidos como el Royal Crescent, construido alrededor de 1770, y El Circo, construido alrededor 1760, donde cada uno de los tres segmentos curvos que conforman la fachada se curva, asegurando que haya siempre una fachada clásica de frente al visitante cuando entra.
La mayoría de los edificios de Bath están hechos de la dorada piedra de la zona. El estilo arquitectónico dominante es el georgiano, el cual evolucionó del revival del palladianismo que se hizo popular a principio del siglo XVIII. La ciudad se convirtió en un centro social y de balnearios de moda durante el siglo XVIII. El éxito de sus aguas termales llevó a una gran demanda de casas para alojar a los huéspedes. Los arquitectos claves fueron John Wood y su hijo, crearon muchos de los edificios en media luna y de planta cuadrada en este valle verde rodeado por colinas. Según la UNESCO esto proporcionó "una integración de arquitectura, diseño urbano, encuadre de paisaje y la creación deliberada de una ciudad bonita". El desarrollo de la ciudad durante eras modernas, incluyendo el desarrollo de la infraestructura de transporte y reconstrucción de los daños por bombardeos durante Segunda Guerra Mundial, ha mantenido como objetivo mantener los estilos más tempranos para mantener el paisaje de la ciudad.

## Celta, Romano y Sajón

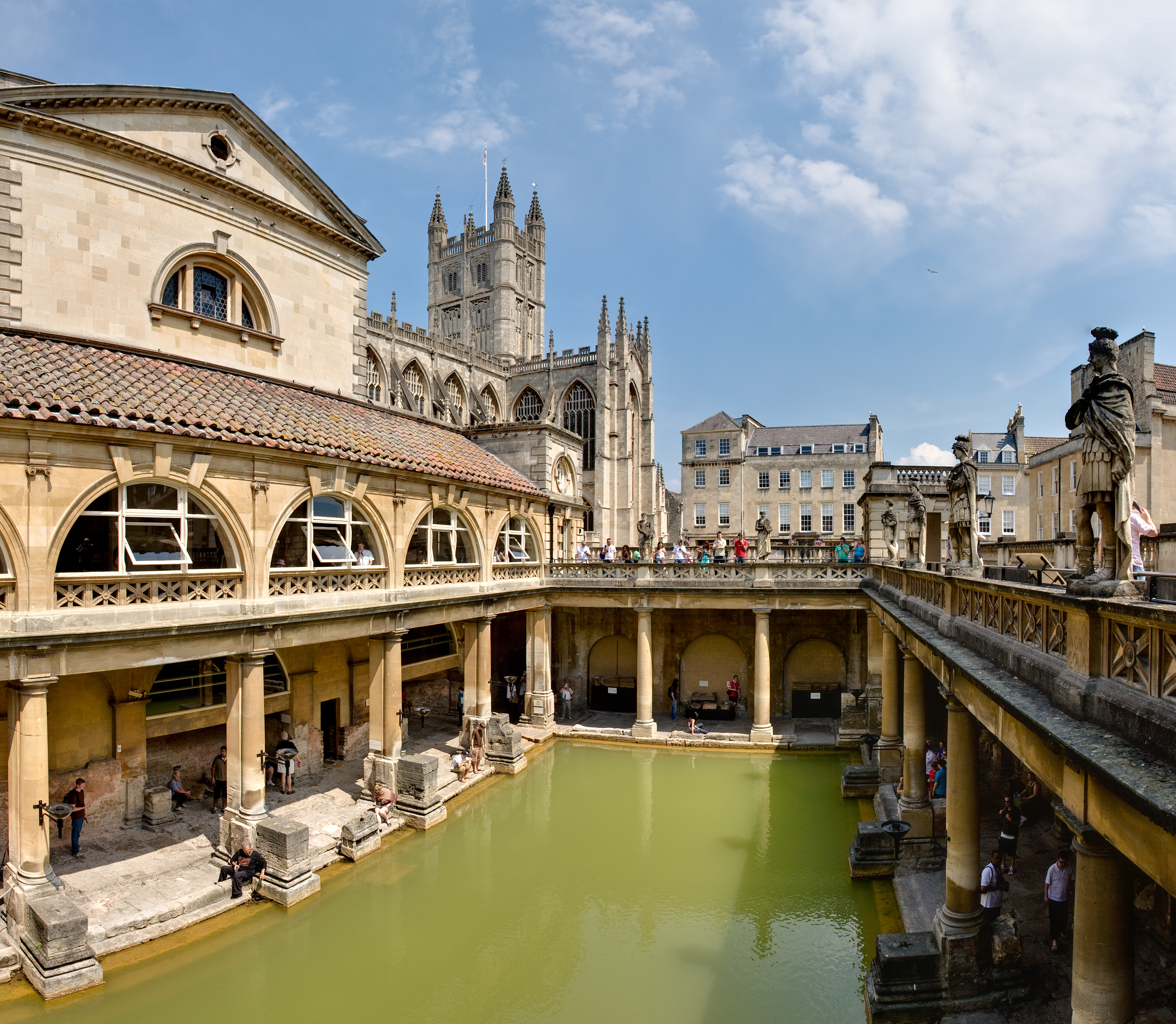
El Baño Grande en los Baños Romanos. La estructura por encima del nivel de los pilares es una construcción más tardía.

Ya no existen edificios en Bath del periodo pre-normando, o sus restos quedan bajo el nivel de calle. Los sitios arqueológicos en el área central de la ciudad nos han dejado alguna muestra de cómo podrían haber sido, mientras que las áreas más bajas de los Baños Romanos revelan restos significativos del periodo Romano.
Los Baños estuvieron construidos alrededor de aguas termales, las únicas de origen natural en el Reino Unido. La evidencia arqueológica sugiere que el manantial de agua termal principal en su estado natural estuvo tratado como santuario por los celtas. Durante la ocupación Romana temprana de Gran Bretaña, en el 60 o 70 AC, los ingenieros llevaron pilas de roble al barro para proporcionar un fondo estable y rodearon las aguas termales con piedra irregular forrada de plomo que aun perdura. En esta etapa temprana  era una piscina abierta en una esquina del recinto del templo y alimentaba un complejo de baños en su lado del sur dentro de un edificio con bóveda de cañón. El complejo fue creciendo hacia arriba durante los próximos 300 años. Todo el trabajo en piedra por encima del nivel de los baños es de periodos más recientes que incluyen el siglo XII, cuando John de Tours construyó un baño curativo sobre el reservorio del manantial del rey, y el siglo XVI, cuando la ciudad construyó un baño nuevo (el baño de la reina) al sur del manantial. El manantial se alberga ahora en edificios del siglo XVIII diseñados por John Wood el Viejo y su hijo. El acceso para visitantes se hace por un hall de 1897 de J.M. Brydon, el cual es una continuación de la Habitación de Bomba Magnífica con una cúpula acristalada y esquinas redondeadas en una sola planta.

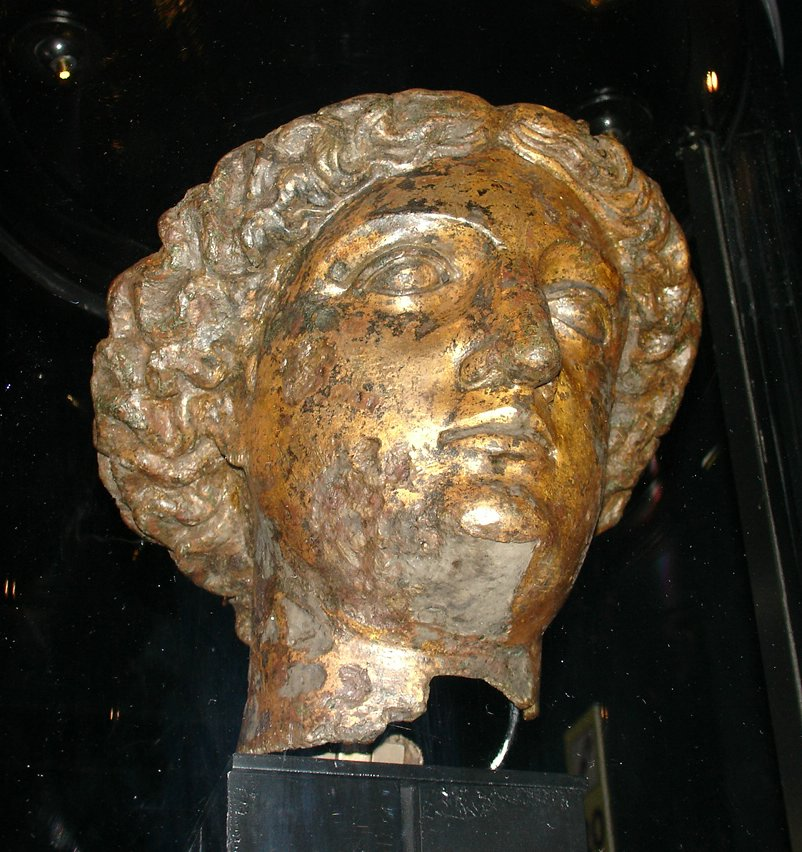
Una cabeza de "Sulis-Minerva" encontrado en las ruinas de los baños Romanos

Junto a los baños hay un templo de estilo clásico con cuatro grandes columnas corintias y dedicado a Minerva. El templo se usó para la adoración hasta alrededor del siglo IV, y fue reutilizado para la Habitación de Bomba Magnífica.
La ciudad tuvo paredes defensivas, probablemente en el siglo III, pero  desaparecieron durante el subsiguiente desarrollo. La línea que entonces formó la base de las murallas medievales rodea a unos 23 acres (9.3 hectáreas), algunos fragmentos sobrevivieron hasta el siglo XVIII. Los anglosajones llamaron la ciudad Baðum, Baðan o Baðon, que significaba "en los baños" y es la fuente del nombre actual. En 675, Osric, Rey del Hwicce, instaló un monasterio en Bath, probablemente utilizando el área amurallada como su recinto. El poema anglosajón conocido como La Ruina puede describir el aspecto del sitio Romano en aquel tiempo. El Rey Offa de Mercia obtuvo el control de este monasterio en 781 y reconstruyó la iglesia, dedicada a Simón Pedro. En el siglo IX el patrón romano para las calles se había perdido, y Bath se había convertido en una posesión real; El Rey Alfredo el Grande distribuyó la ciudad de nuevo, dejando su cuadrante sudoriental como recinto de la abadía.

## Normando, medievo, Tudor, y Stuart

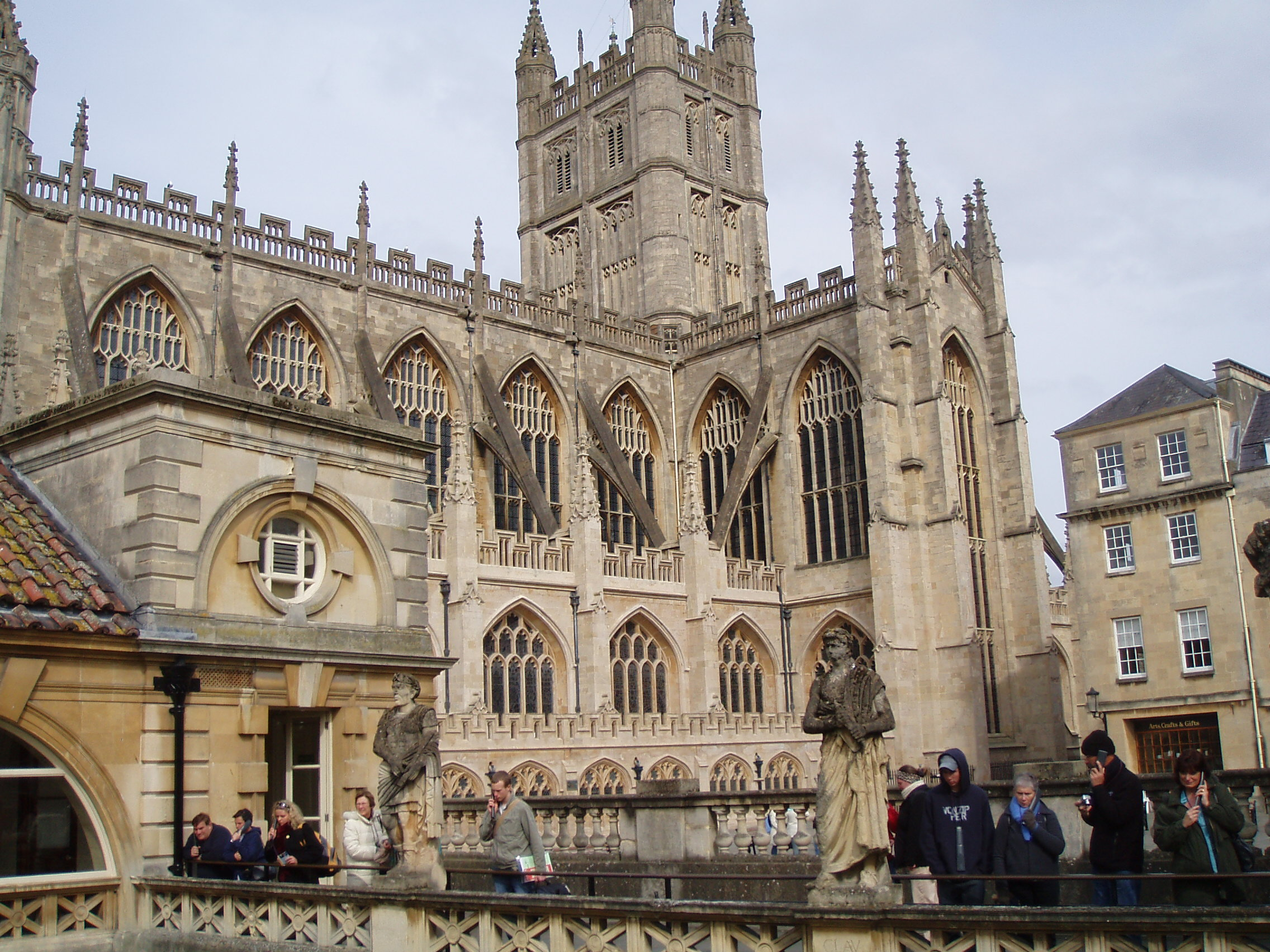
Abadía de Bath desde la Galería de Baños Romana

La Abadía de Bath fue fundada en 1499 en el sitio de una iglesia del siglo VIII. La iglesia anglosajona original fue derribada en 1066, y una gran catedral dedicada a San Pedro y San Pablo se comenzó a construir en su lugar a manos de Juan de Tours, Obispo de Bath y Wells, alrededor de 1090; sin embargo, solo el ambulatorio estaba completo cuando murió en diciembre de 1122. La catedral a medio terminar fue devastada por el fuego en 1137, pero el trabajo continuó hasta aproximadamente 1156. El edificio terminado era de aproximadamente 101 metros de largo. En el siglo XV, la iglesia de la abadía de Bath estaba en mal estado y necesitaba reparaciones. Oliver King, obispo de Bath y Wells, decidió en 1500 reconstruirlo en una escala más pequeña en un estilo perpendicular tardío con arbotantes y pináculos con follaje que adornan la crestería, y con de parapeto . La nueva iglesia se completó unos pocos años antes de que el priorato de Bath fuera disuelto en 1539 por Enrique VIII. El principal trabajo de restauración fue llevado a cabo por George Gilbert Scott en la década de 1860, financiado por el rector, Charles Kemble. El coro y los transeptos tienen bóveda de abanico de Robert Vertue y William Vertue, en la década de 1860, completando el techo original de 1608. La nave recibió una bóveda a juego en el siglo XIX. El edificio está iluminado por 52 ventanas.

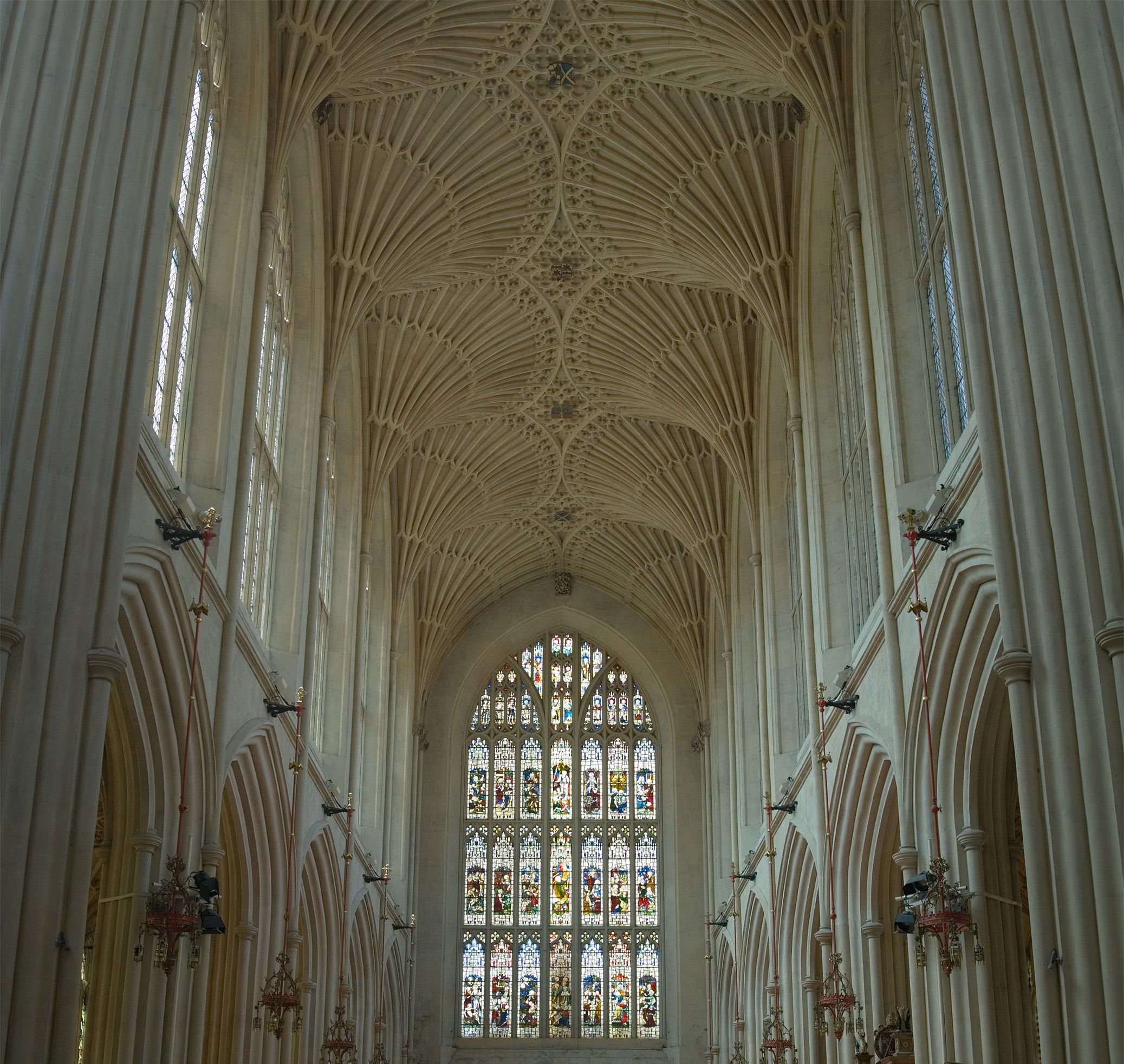
Bóveda en abanico sobre la nave en la Abadía de Bath. Una restauración victoriana del techo original de 1608

La era medieval está representada por los restos de muralla de la ciudad en la calle Upper Borough Walls. No hay más edificios supervivientes de este periodo. Varias áreas de la ciudad experimentaron su desarrollo durante el periodo Stuart , en respuesta al número creciente de visitantes del balneario y de la ciudad que requirieron alojamiento. La iglesia de Santo Tomás à Becket fue construida entre 1490 y 1498 por John Cantlow, prior de la Abadía de Bath y tomó el lugar de una iglesia normanda previa. La iglesia era generalmente llamada Antigua iglesia de Widcombe y era la iglesia principal de las parroquias de Widcombe y Lyncombe. El censo de Domesday de 1086 muestra un pequeño asentamiento alrededor de dicha iglesia del que no queda resto alguno. En 1847 una iglesia mucho más grande, la de San Mateo, fue construida en la parroquia de Widcombe. El 22 de abril de 1847,se anunció que las campanas de iglesia, que llevaban siglos en la torre de Sant Tomás à Becket, iban a ser instaladas en la nueva iglesia de San Mateo. La casa de Widcombe Manor fue originalmente construida en 1656 y reconstruido en 1727 para Philip Bennet. El doctor Thomas Guidott, se trasladó a Bath en 1668 y se interese en las propiedades curativas de las aguas. Escribió un sobre el tema: Un discurso del baño, y las aguas calientes allí. Además, algunas consultas sobre la naturaleza del agua en 1676. Esto atrajo la atención sobre las propiedades que dan salud de las aguas minerales calientes y pronto la aristocracia empezó a llegar a Bath para disfrutar de sus propiedades.

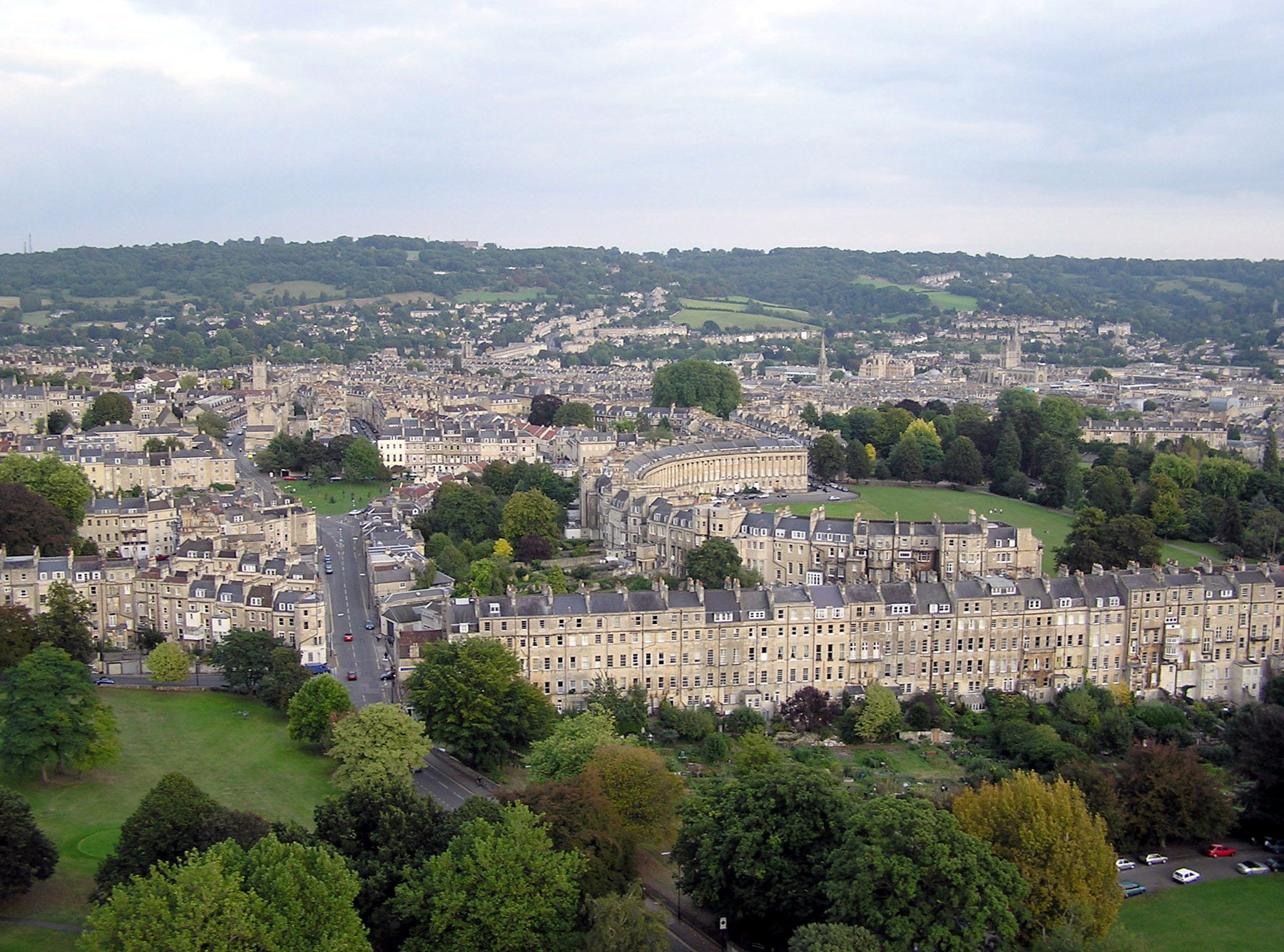
Vista aérea sobre del norte de Bath con el Royal Crescent en el centro.

En el siglo XVIII temprano, el área central alrededor de la Abadía se expandió incluyendo el patio de iglesia de la Abadía, la casa del Mariscal de Wade, y la calle Trim, nombrada así después de que George Trim poseyera esa tierra. El número 5 de esa calle, es también conocido como la casa del General Wolfe, es un edificio de dos plantas con un alféizar y dovelas rústicas, construido por Thomas Greenway. La entrada tiene pilastras jónicas y un tímpano decorado con el implementos de guerra. En 1716 el arquitecto William Killigrew empezó a reconstruir el Hospital de San Juan fundado alrededor 1180 por el Obispo Reginald Fitz Jocelin, unos de los asilos más viejos es de Inglaterra.

## Georgiano

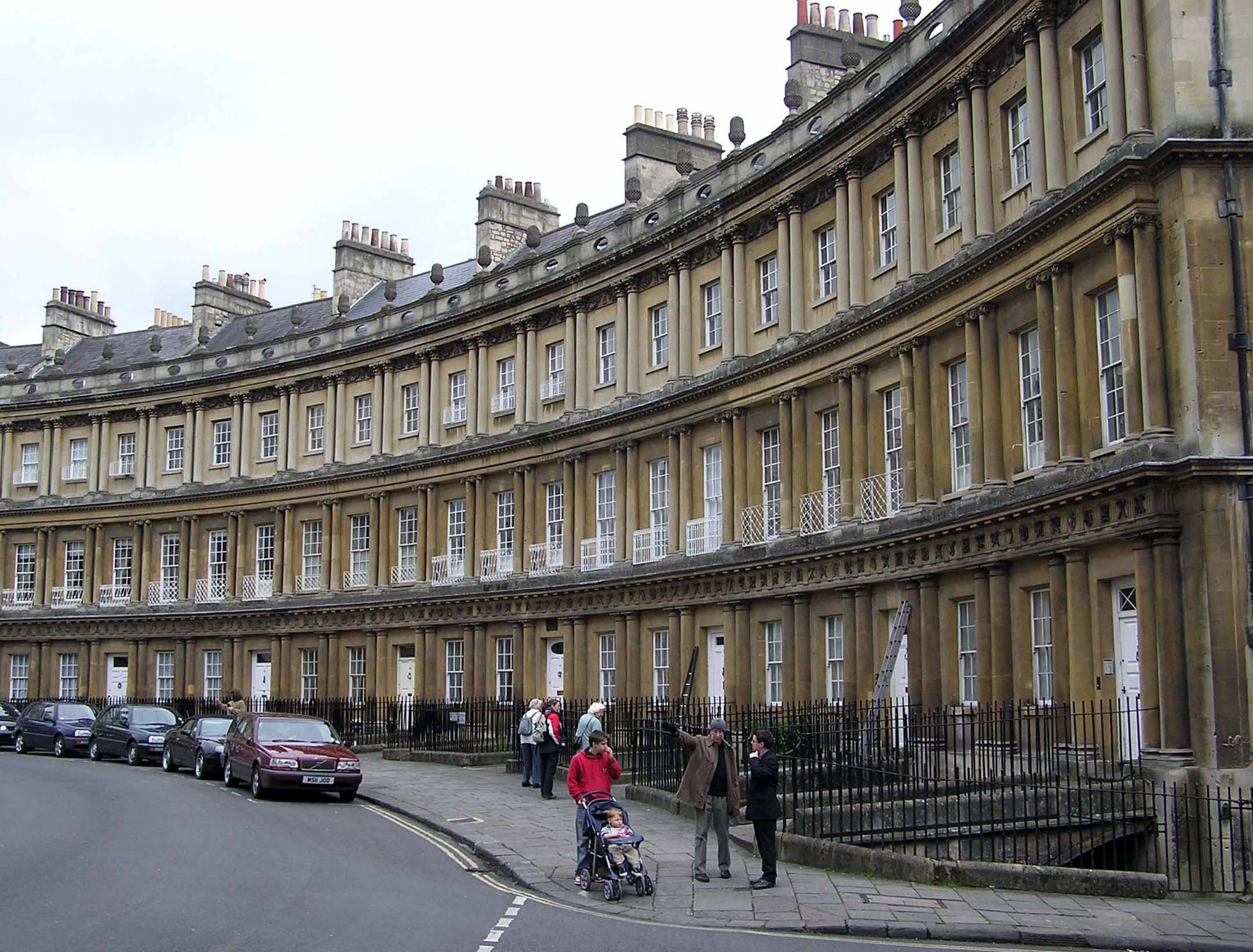
El Circo consta de tres largas y curvadas terrazas, diseñadas por John Wood el Viejo

El estilo dominante de la arquitectura en el centro de Bath es el georgiano. Evolucionó del palladianismo como revival a principios del siglo XVIII.
Las fachadas originales de buena parte de la arquitectura de Bath son de un clásico color miel.
Antes de que llegara la era de los hoteles de lujo, el propósito general de esta arquitectura era puramente residencial, casas donde alojar visitantes que podrían alquilar una habitación, un piso o la casa entera, según su poder adquisitivo, y además ser atendido por los criados comunales de la casa.
Los arquitectos John Wood el Viejo y su hijo John Wood el Joven, presentaron los nuevos barrios en calles y plazas, cuyas fachadas idénticas dieron una impresión de escala palaciega y decoro clásico. Mucha de la dorada y cremosa piedra caliza típica de Bath, fue obtenida de las minas obtenido de Combe Down y Bathampton Down, poseídas por Ralph Allen (1694–1764). Allen, para anunciar la calidad de su caliza, le encargó a John Wood el Viejo construirle una casa en su propiedad del parque del Prior entre la ciudad y las minas, reemplazando su casa en la ciudad. Plaza de reina fue el primer desarrollo de John Wood, el Viejo, quién vivió en uno de las casas. Plaza de reina estuvo descrita por Nikolaus Pevsner como "una de las mejores composiciones de estilo Palladiano en Inglaterra antes de 1730".
El lado del oeste (números 14–18 y 18A, 19 y 20) fue diseñado por John Pinch el Joven en 1830 y difiere del diseño original Woods porque el bloque central es de estilo neo-griego. La Real Institución Literaria y Científica de Bath (BRLSI) ahora ocupa los números 16 a 18. El lado sur (números 5–13) originalmente fue dejado abierto, pero  ahora es un hotel. El obelisco en el centro de la plaza fue levantado por Beau Nash en 1738.

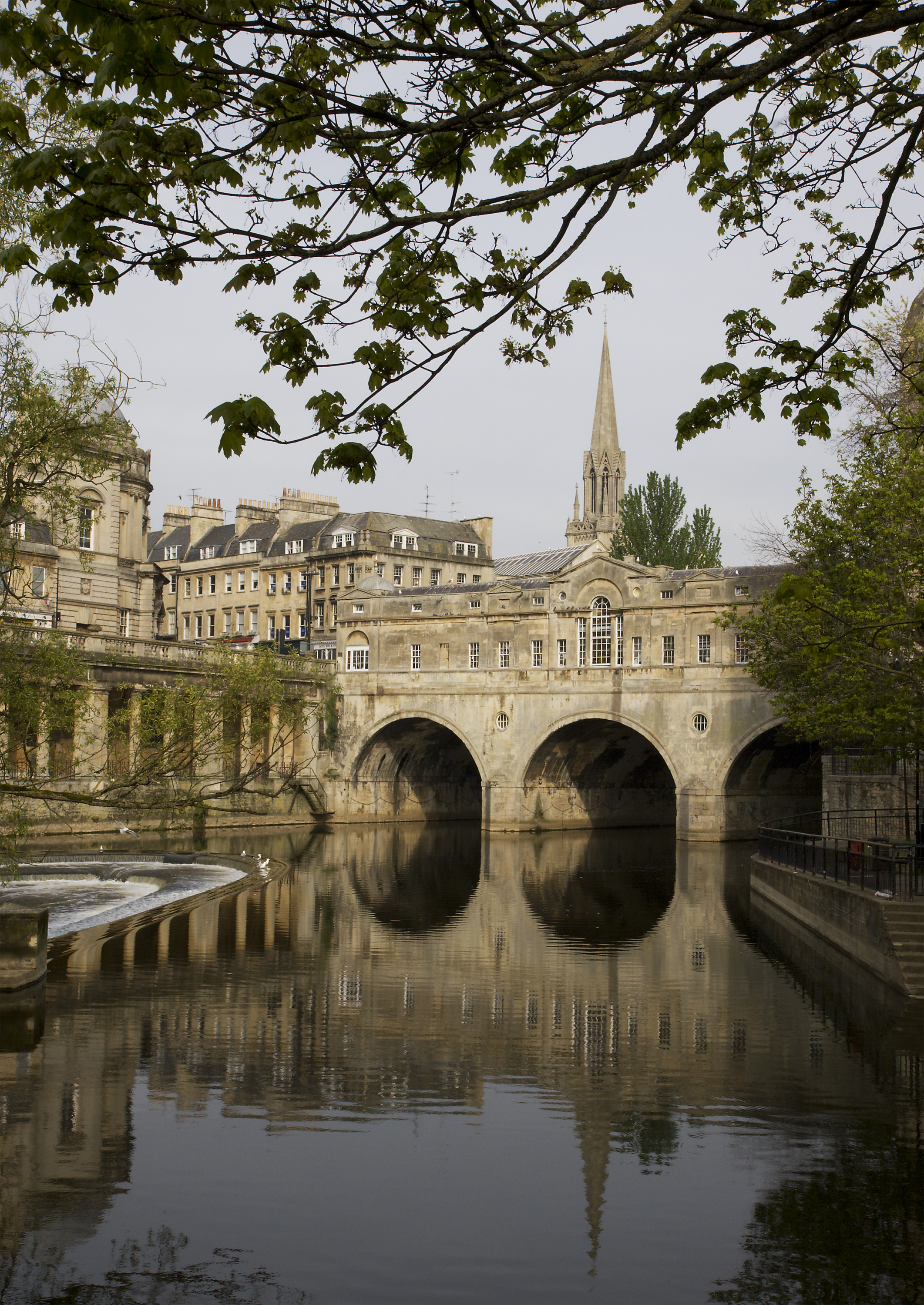
El arquitecto neoclásico Robert Adam diseñó el Puente Pulteney, basado en un diseño descartado para el Puente Rialto en Venecia.

El Circo está visto como la cumbre del trabajo de Wood. Consta de tres largasy curvas hileras de casas diseñadas por John Wood el Viejo para formar un espacio circular o teatro para juegos y funciones cívicos. Los juegos dan una pista sobre el diseño, dejando ver que se inspira en el Coliseo de Roma.
Como el Coliseo, las tres fachadas tienen un orden diferente de arquitectura en cada piso: dórico en el nivel a pie de tierra, jónico en el piano nobile y acabando con corintio en el piso superior, así el estilo del edificio se va volviendo más ornamentado según asciende.
La calle Gay se une a la plaza Reina en El Circo. Esté, fue diseñado por John Wood el Viejo en 1735 y completado por su hijo John Wood el Joven. Las casas son de 3 pisos con tejados mansarda, teniendo también muchas columnas jónicas. Hester Thrale, quién era también conocida como Señora Piozzi, vivió en número 8, con sus 4 pilastras corintias en la base y en el primer piso 1781.
El número 41 hace esquina en calle de Gay con plaza Reina. Fue la casa de John Wood el Joven.
Una de las calles de compras principales es ahora la calle Milsom, fue construida en 1762 por Thomas Lightholder. Los edificios eran originalmente casas de ciudad magníficas con tejados mansarda y columnas corintias .
El banco en el número 24 fue construido por Wilson y Willcox e incluye detalles barrocos no vistos en los otros edificios. Los números 37 a 42 conocidos como edificios Somersetshire han sido designados como monumento clasificado grado I.
La Capilla Octagonal era un sitio de adoración cuando fue construido en 1767, luego fue una tienda de mobiliario de Mallett Antiques, y es ahora un restaurante.
La calle Milsom lleva a la colina, desde el Hospital Nacional Real para Enfermedades Reumáticas, el cual fue fundado en 1738 como El Hospital de Agua Mineral, a El Paragón que sobrepasa en altura al área Walcot El Paragón estuvo diseñado por Thomas Warr Attwood. Cada edificio tiene puertas y ventanas a juego con frontones centrales y planos entablados a cada lado en el primer piso y pilastras toscanas  y frontones en las entradas. Los números 22 a 37 continúan el estilo de los números 1 a 21 y fue completado en 1775 por Joseph Axford, un masón local.Los números 28 a 32 fueron dañados por los bombardeos durante la Segunda Guerra Mundial pero han sido restaurados.
La iglesia de St Swithin  fue construida entre 1779 y 1790 por John Palmer. La iglesia albergada en el número 38, El Paragón, fue construida a principios del siglo XVIII. El cementerio contiguo tiene puertas con un base rústica y tableros con linternas invertidas entre pilastras. Hay un entablamento con metopas y triglifos.

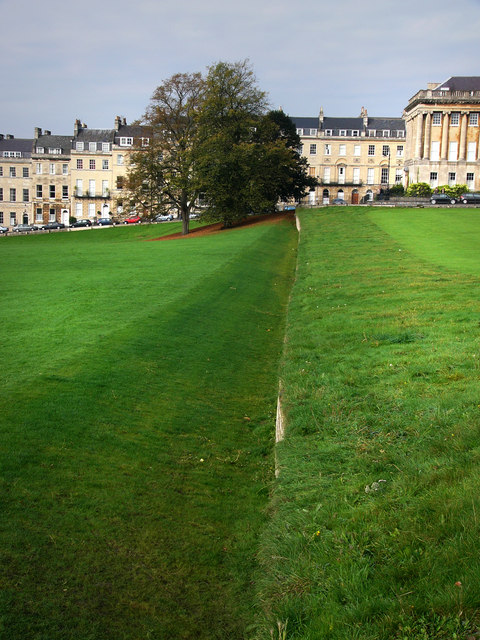
El Ha-ha delante del Royal Crescent da una vista ininterrumpida del crescent desde el parque Victoria Real.

El ejemplo más conocido de construcción en terrazas de Bath es el Royal Crescent, construidos entre 1767 y 1774 y diseñados por el John Wood el Joven. Pero todo no es lo que parece, Wood diseñó la gran fachada curva de qué parece ser aproximadamente 30 casas con columnas jónicas en un primer piso rústico, aquello era en realidad la extensión de su entrada. Cada comprador adquiere una longitud de la fachada, y después, con un arquitecto propio, construye el interior de la casa con sus especificaciones propias. Así qué a veces una casa puede parecer dos por fuera. Este sistema de planificación de ciudad se traiciona totalmente por detrás del Crescent: mientras el frente es completamente uniforme y simétrico, las traseras son una mezcla de diferentes alturas de techo, yuxtaposiciones y fenestraciones. Estos "frentes de la Reina Anne de la Reina y la espalda de Mary-Anne " en la arquitectura ocurre repetidamente en Bath.
Delante del Real Crescent hay un Ha-ha, una trinchera qué en el lado interior es vertical y está revestido con piedra, y en la cara exterior cuesta abajo y cubierto de tepe, haciendo la trinchera, en efecto, un sunken valla o reteniendo pared. El ha-ha se diseñó, no para interrumpir la vista del parque Victoria Real , sino para ser invisible visto de cerca.
Los otros crescents que dan a Bath su identidad arquitectónica incluyen: Camden Crescent, construido por John Eveleigh en 1788, y averiado por un derrumbe en 1889, Lansdown Crescent, diseñado por John Palmer y construido por una varios constructores entre 1789 y 1793, y Somerset cuyas fachadas fueron diseñadas por el arquitecto John Eveleigh quién se arruinó durante su construcción, la cual empezó en 1790 pero no fue completada hasta los 1820s. Algunos de Somerset Crescent fueron destruidos durante la Segunda Guerra Mundial y reconstruido como alojamiento estudiantil en los 1950s y 1960s. Se usó como parte del campus de Universidad de Balneario del Bath, pero desde entonces ha sido vendido.

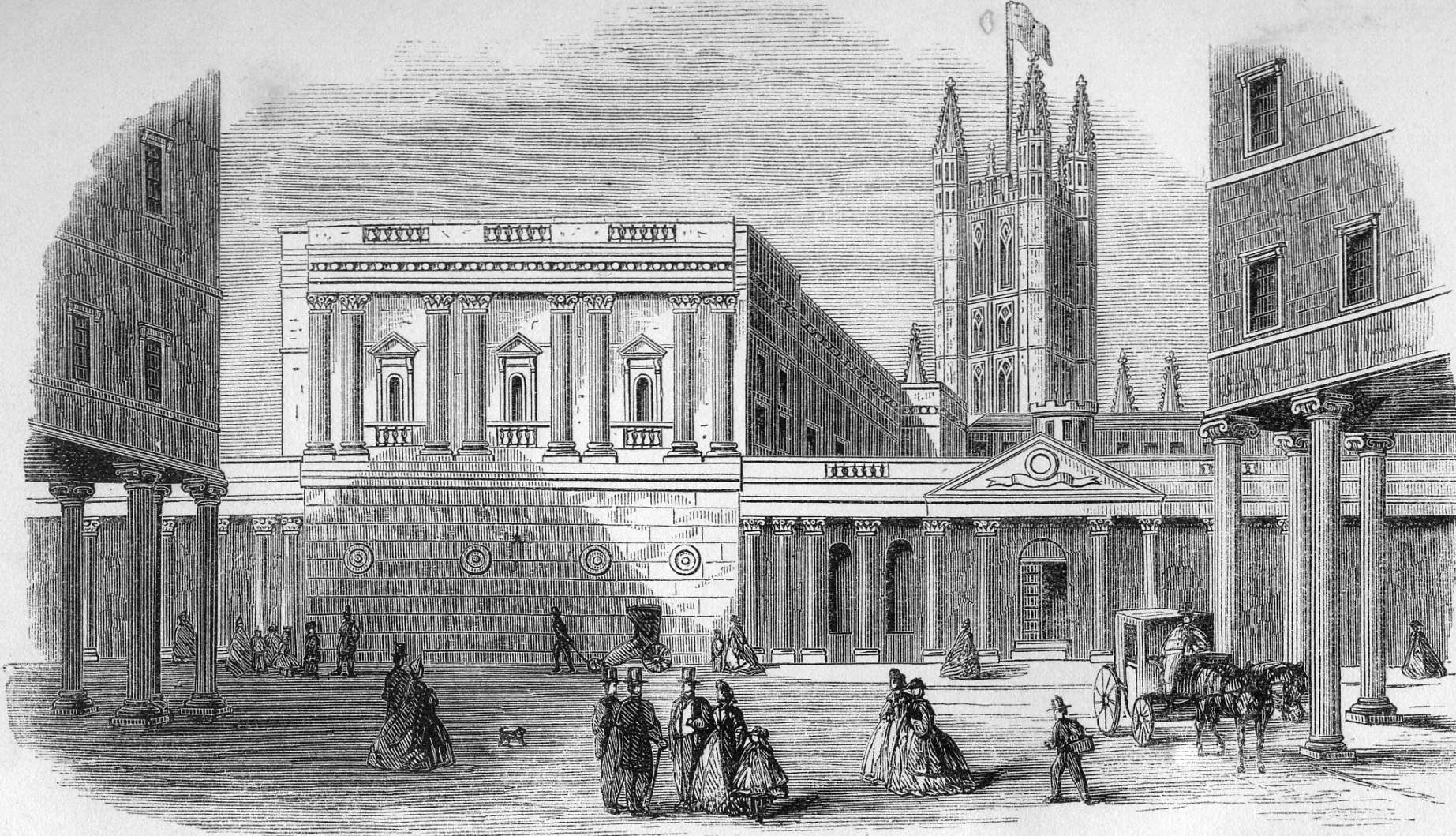
Grabado de La Habitación de Bomba y Baños de un libro publicado en 1864

El área de North Parade, South Parade, Pierrepont y Calles de Duke forman parte de un esquema más ancho para construir un Foro Real, similar a plaza de la Reina, el cual nunca se completó. Wood diseñó las fachadas, de piedra de Bath, después de qué una variedad de constructoras completara el trabajo con interiores diferentes y elevaciones traseras. Muchos de los edificios son ahora hoteles y tiendas mientras que otros son residencias privadas.
Puente de North Parade fue construido casi 100 años más tarde en 1836 por William Tierney Clark. El puente original fue construido en hierro cubierto de piedra con escaleras empotradas. Fue reconstruido en 1936 completamente de piedra. El área que Wood concibió como una área de jardines a juego con las casas es ahora un parque automovilístico.
En el lado del sur de la carretera está la iglesia católica de San Juan, diseñada y construida entre 1861 y 1863 por Charles Francis Hansom quién añadió una aguja de 68 metros en 1867.
El corazón de la ciudad georgiana de Wood eran las Habitaciones de Asamblea, y la Habitación de la Bomba, la que, junto con las Habitaciones de Asamblea Bajas asociadas, fue diseñada por Thomas Baldwin, un constructor local responsable de muchos otros edificios en la ciudad, incluyendo las terrazas en la calle Argyle, Guildhall, The Cross Bath,  Widcombe Crescent y Royal Baths Treatment Centre en Bath Street.
La Habitación de la Bomba Magnífica incluye en su lado norte una columnata con nueve columnas jónicas. La columnata del sur es similar pero se añadió un piso superior en el siglo XIX tardío.
Las columnatas y pared del lado de la Habitación de Bomba tienen su fachada en calle Stall. Baldwin la aumentó, convirtiéndose rápidamente un líder en la historia arquitectónica de Bath. La calle Great Pulteney, donde Baldwin finalmente vivió, es otro de sus trabajos: este bulevar ancho, construido en 1789 de alrededor de  305 metros de largo y 30 metros de ancho, y que empieza en Laura Place tiene en ambos lados terrazas georgianas.
Alrededor de 1770 el arquitecto neoclásico Robert Adam diseñó el Puente Pulteney, un puente de tres arcos que abarca el río Avon. Utilizó como su prototipo un original, pero sin haber sido usado, diseñado por Andrea Palladio para el Puente Rialto en Venecia. Así, el puente Pulteney se convertía no solo en una manera de cruzar el río sino también en una galería comercial. Junto con el Puente Rialto, es uno del muy pocos puentes supervivientes en Europa que sirven para este propósito dual. Ha sido sustancialmente alterado desde que se construyó. El puente recibe ese nombre por Frances y William Pulteney, los dueños de la propiedad de Bathwick que proveyeron para qué el puente proporcionara un enlace al resto de Bath.

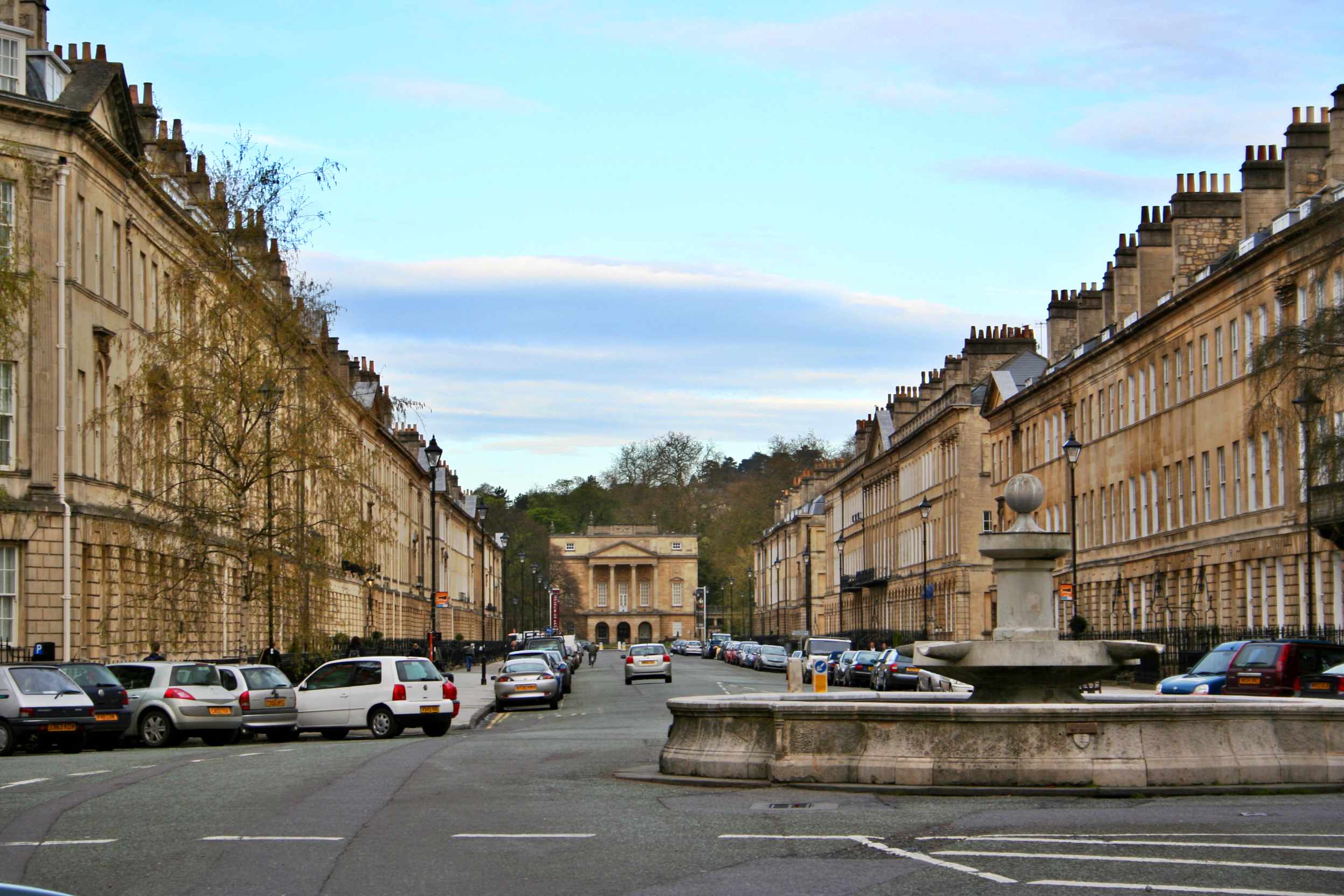
Una vista de la calle Great Pulteney, encargado por William Pulteney, hacia el Museo de Arte Holburne.

Al final de la calle Great Pulteney está el Museo de Arte Holburne, que fue originalmente diseñado como el Hotel Sydney y fue construido por Charles Harcourt Masters en 1795-1796. Está en Sydney Place y dentro de los Jardines de Placer de Sídney a lo largo de la carretera al canal Kennet y Avon. Junto a la iglesia de La Virgen María está la colina Bathwick  qué lleva hasta Claverton Down, incluyendo Claverton Manor construido en los 1820s y es ahora en casa del Museo americano en Gran Bretaña y la Universidad de Bath.
A principios del siglo XVIII se construye el primer teatro de Bath, construido expresamente con ese fin, El Teatro Real, edificado junto a la Habitación de Bomba Magnífica de los Baños Romanos y habitaciones de asamblea. El maestro de Ceremonias Beau Nash, quién presidió la vida social de la ciudad desde 1705 hasta su muerte en 1761, creó un código de comportamiento para los divertimentos públicos. La población de la ciudad había alcanzado 40,020 cuando se hizo el censo de 1801, haciéndola uno de las ciudades más grandes de Gran Bretaña, que se expandía por los cerros circundantes.
William Thomas Beckford compró una casa en Lansdown Crescent en 1822, y acabó comprando dos casas más en el crescent para formar su residencia. Habiendo adquirido toda la tierra entre su casa y la parte superior de Lansdown Hill, al norte del centro de ciudad,  creó un jardín de una media milla en longitud y construyó la torre Beckford en la parte superior.

## Victoriano

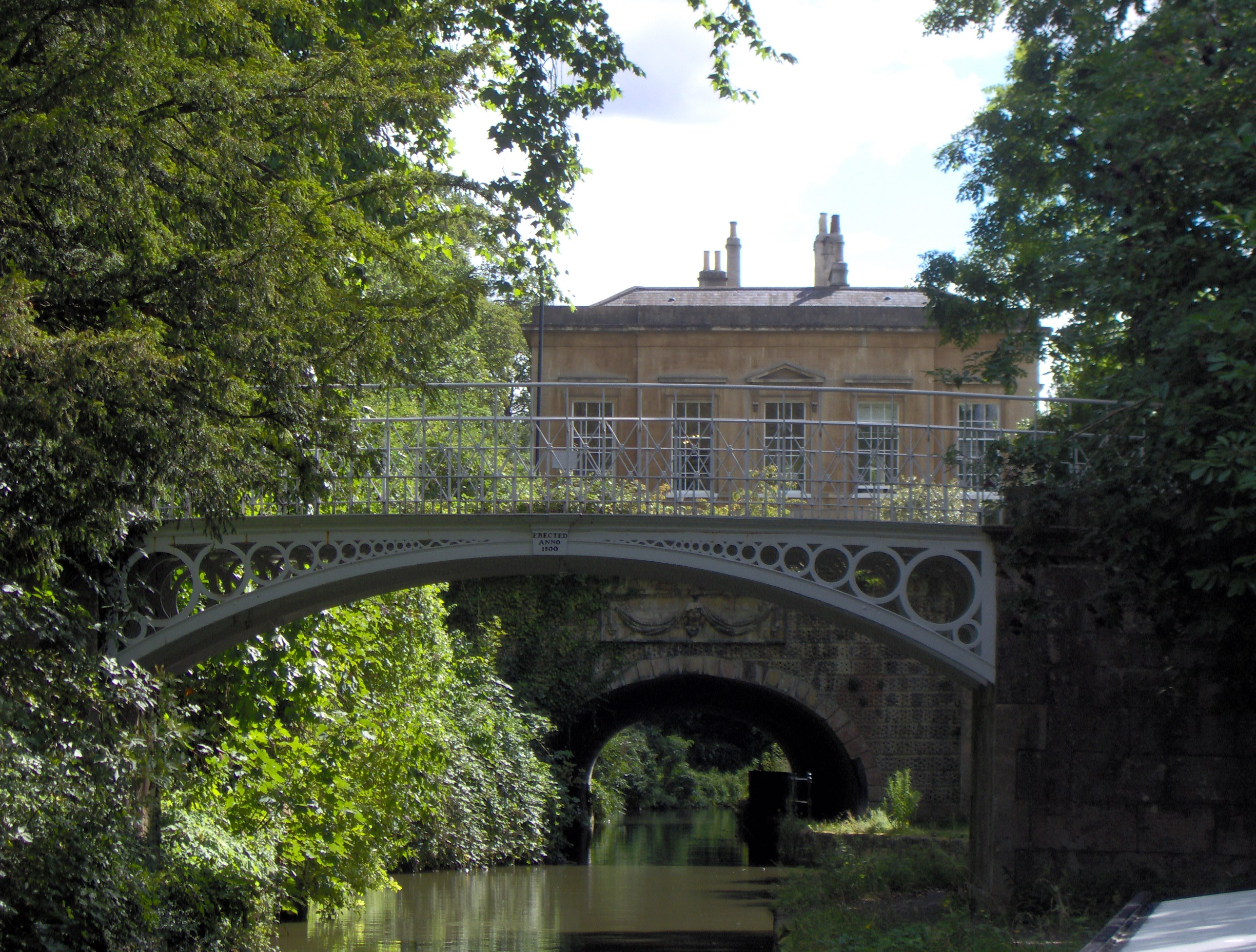
Casa Cleveland y los puentes de hierro de los jardines Sydney

A principios del siglo XIX, el revival del estilo Gótico medieval  aparecido como reacción a la simetría del Palladianismo lo que conllevó cambios al aspecto de la ciudad. Muchas de las iglesias nuevas, por ejemplo, fueron construidas en el estilo neogótico así como numerosas villas nuevas. La mayoría de los edificios cívicos y minoristas nuevos, aun así, se siguieron diseñando en estilo clásico aunque mucho más ornamentado que sus predecesores de siglo XVIII. Aun así virtualmente todos los edificios nuevos fueron construidos utilizando la característica piedra de Bath así que la ciudad continuó teniendo un aspecto coherente. A mediados del siglo XIX, a raíz de tecnología nueva, la construcción fue capaz de construir incorporando acero.
En 1810 el canal Kennet y Avon se abrió enlazando el Río Avon desde Bath a Reading. Las esclusas de Bath marcan la divergencia del Río Avon y el canal, 600 m al sur del Puente Pulteney . Junto a la esclusa inferior hay un estanque y una estación de bombeo de agua que bombea agua para las esclusas superiores para reemplazar el agua que se usa cada vez que se abre la esclusa.
La etapa siguiente de las esclusas de Bath está numerada 8/9, ya que dos esclusas fueron combinadas cuando el canal fue restaurado en 1976. El cuarto nuevo tiene una profundidad de 5,92 metros, convirtiéndolo en la esclusa de canal más profundo de Gran Bretaña. Justo por encima de estas esclusas hay una área que repone agua al canal y sobre ella la esclusa de Casa del Lavado, seguido por la esclusa de Vista de la Abadía, en la que hay otra estación de bombeo y, en rápida sucesión, la esclusa Pultney y la esclusa superior de Bath.
Por encima de la esclusa superior el canal pasa a través de los Jardines Sydney que incluyen dos túneles cortos y dos pasarelas de forja que datan de 1800. El túnel Cleveland  mide 53 metros y pasa bajo la casa Cleveland, la sede anterior de la Compañía de Canal Kennet y Avon. Una trampilla en el techo de túnel solía usarse para pasar papeleo entre empleados encima y barqueros abajo.
Muchos de los puentes sobre el canal son también edificios catalogados.
El Puente Victoria  fue construido en 1836 sobre el río Avon, era un ejemplo temprano importante de un puente atirantado.
Cuando el tamaño de la ciudad y la cantidad de visitantes fueron creciendo, se abrieron nuevas instalaciones. Las Piscinas Cleveland en Hampton Row son un edificio de piscinas públicas semicircular construido por John Pellizca el mayor, alrededor de 1814. Se cree que puede ser el complejo de piscinas exteriores públicas más antiguo superviviente en Inglaterra.
El Pasillo es una de las arcadas comerciales más antiguas del mundo, diseñada por el arquitecto Henry Goodridge y construido en 1825, con techo de cristal. La High Street tiene una columnata dórica. Cada fin tiene columnas de mármol. El centro de la arcada lo conforman una galería de músicos, con una balaustrada de hierro y cabezas de leones y guirnaldas.  El puente Cleveland fue construido en 1826 por William Hazledine con Henry Goodridge como arquitecto.
La iglesia de San Miguel fue reconstruida entre 1835 y 1837 y La iglesia de San Stephen fue construido en Walcot por James Wilson, entre 1840 y 1845. El área Bear Flat del centro de ciudad comenzó a construirse en la época Georgiana pero la propiedad principal de la esquina de los poetas es victoriana y Eduardiana tardía.

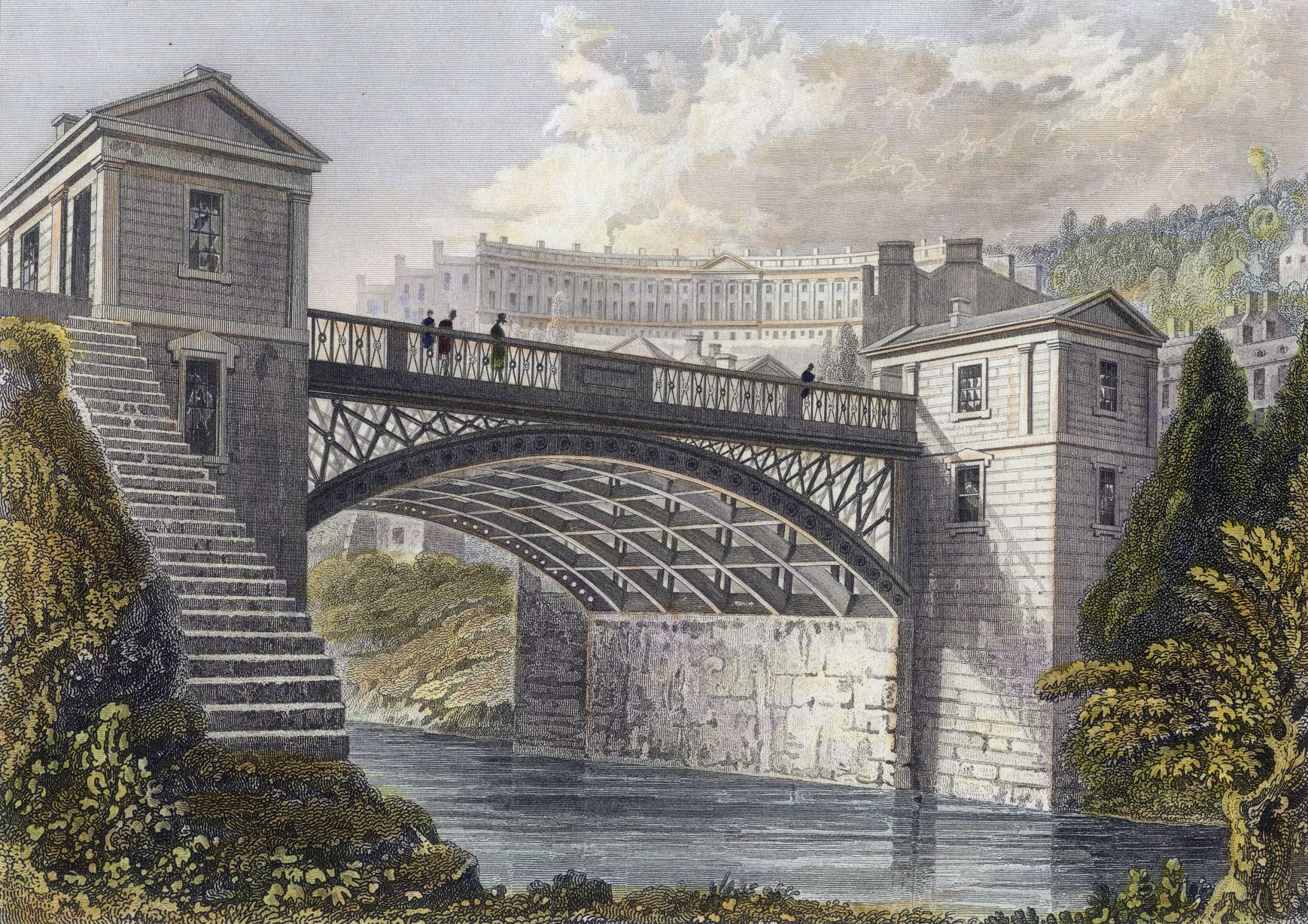
"El Puente Nuevo en Bathwick" (grabado de 1830 por F.P. Hay)

La apertura del Great Western Railway  en 1841 sacó mucho del tráfico del canal, y en 1852 la compañía de ferrocarril se hizo cargo de su funcionamiento. La estación de ferrocarril del Balneario de Bath  es la estación de ferrocarril principal. Fue construido en 1840 por Brunel. Es en un estilo Tudor  asimétrico con faldones torcidos junto al Avon, con la línea desviada elegantemente a través del sur hacia la estación y atrás otra vez.
Estación de ferrocarril de Green Park fue abierta en 1870 cuando la estación terminal de Midland Mangotsfield y Línea Bath branch. Para algunos conocida como la plaza Bath Queen. Incluye un techo abovedado de cristal en una estructura de arco de hierro. Las partes del techo de cristal fueron dañadas durante el bombardeo de abril de 1942, y el barnizando no fue restaurado durante el uso de ferrocarril después de la guerra. Siguiendo el Plan Beeching, trenes de pasajero cesaron su paso en 1966 y el último tren de bienes corrió en 1971. En la década de 1980 las aproximaciones de raíl a la estación fueron reutilizados como un supermercado, abierto en diciembre de 1982, y la estación en sí se usa como paso para peatones.  Hay un buen número tiendas pequeñas en los edificios que anteriormente conformaban la estación.
La Galería de Arte de la Victoria, un museo de arte público libre y la biblioteca fue construido entre el ayuntamiento y Puente Pulteney . Este fue diseñado por John McKean Brydon. El exterior del edificio incluye una estatua de Reina Victoria, por  Un. C. Lucchesi, y frisos de figuras clásicas de George Anderson Lawson.

## sigloXX

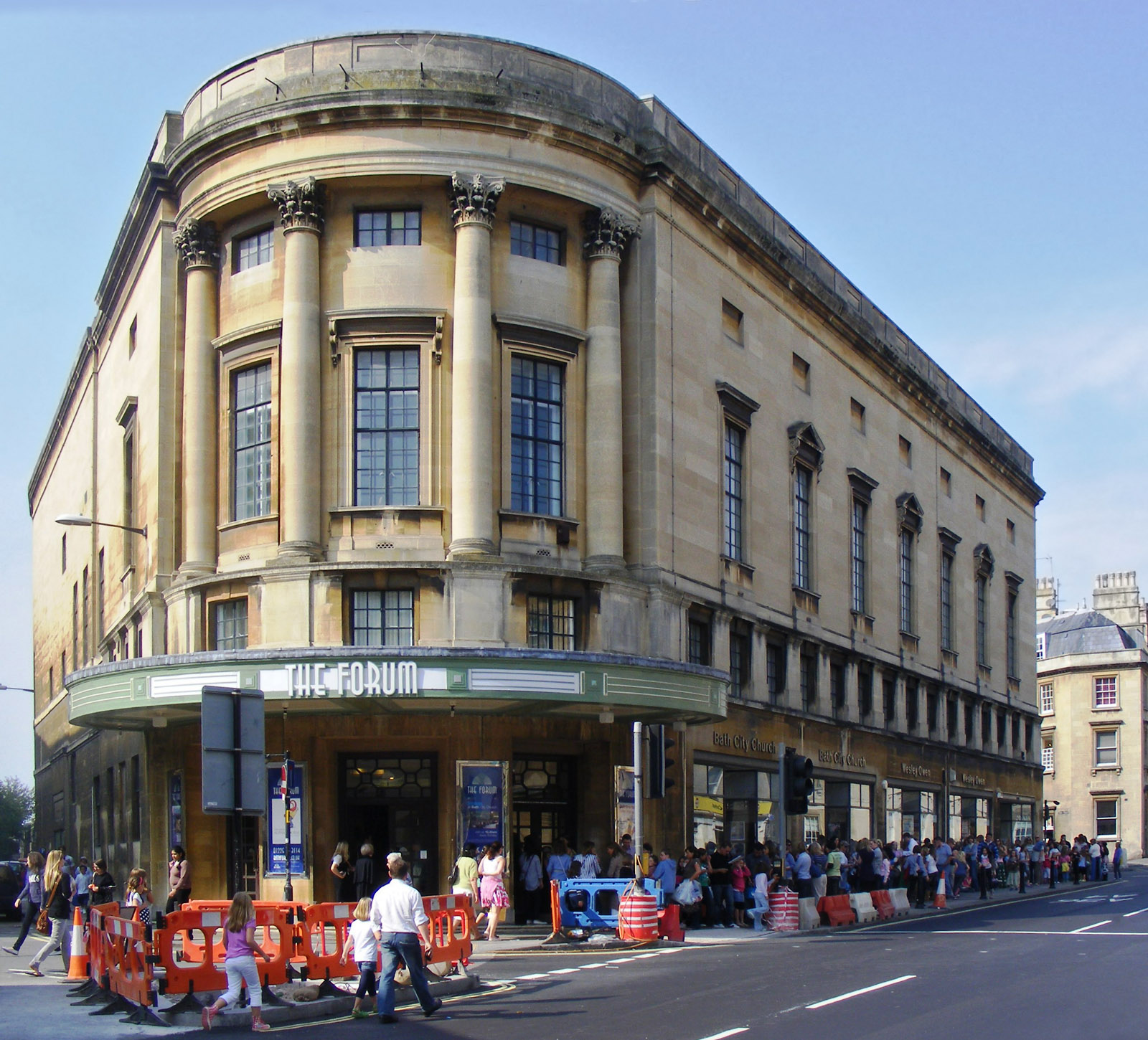
El Foro, abierto como cine en 1934. Desde entonces ha sido convertido en iglesia y en local de conciertos.

El Hotel Empire fue construido en 1901 en Orange Grove cercano a La Abadía de Baño y el Puente Pulteney .
Entre los años 1920 y 1930, las tradiciones arquitectónicas Bath combinaron el art deco en edificios como El Foro, qué fue abierto como cine de 2,000 asientos en 1934, y desde entonces ha sido convertido en iglesia y en local de concierto. El Hospital Unido Real fue abierto en el suburbio Weston, aproximadamente a 2,4Km del centro de ciudad en 1932.
Durante Segunda Guerra Mundial, entre el anochecer de 25 abril y la mañana temprana de 27 abril 1942, Bath padeció tres bombardeos en represalia de los bombardeos de la RAF en las ciudades alemanas de Lübeck y Rostock, parte de la campaña Luftwaffe, popularmente conocida como el Baedeker Blitz. Más de 400 personas murieron, y más de 19,000 edificios fueron dañados o destruidos. Casas en el Royal Crescent, Circo y Paragon fueron quemadas junto con las Habitaciones de Asamblea, mientras parte del lado del sur de Queen Square fue destruida.
Tras la guerra, un alojamiento inadecuado dirigió a la ciudad al desarrollo de grandes áreas de en un estilo de la posguerra, a menudo en desacuerdo con el estilo georgiano de la ciudad. En los 50, los pueblos cercanos de Combe Down, Twerton y Weston fueron incorporados a Bath para habilitar el desarrollo de más alojamiento.
En los 70 y 80 se reconoció que la conservación de edificios históricos era inadecuada, poniendo más cuidado en la reutilización de edificios y espacios abiertos. En 1987 la ciudad fue seleccionada como Patrimonio de la Humanidad, reconociendo su importancia cultural internacional.

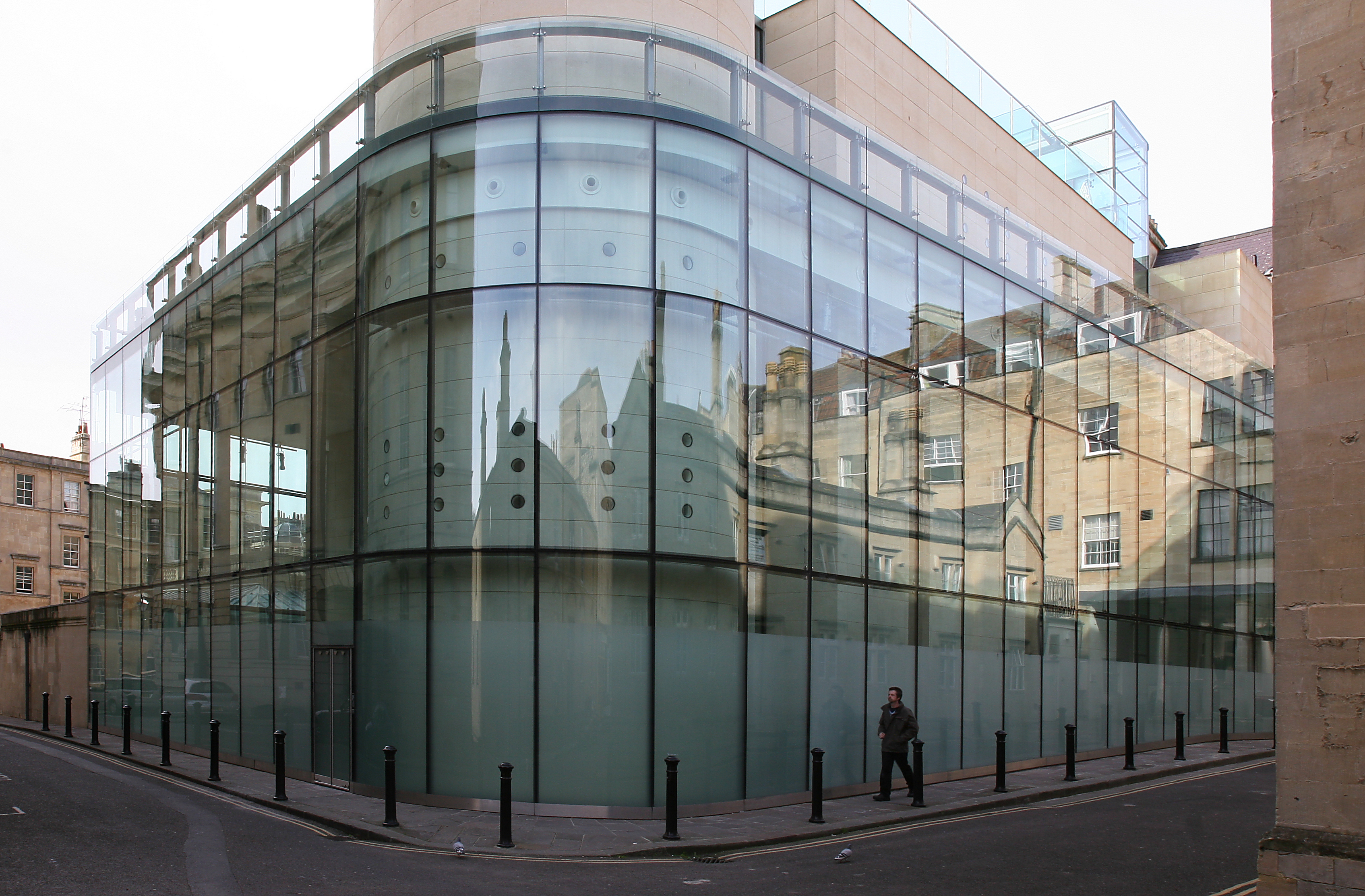
Balneario Thermae Bath: el edificio principal de los arquitectos Grimshaw

En los 60  y tempranos 70 la manera en que algunas partes de Bath eran desarrolladas, tuvo como resultado la pérdida de algunos edificios de los siglos XVII y XIX, lo que llevó a una campaña popular para cambiar la manera la ciudad desarrollaba, lo que dio fuerza a la publicación de Adam Fergusson es El saqueo de Bath. Desde los 2000, los desarrollos han incluido el Balneario de Bath, SouthGate, y el proyecto de la Ribera Occidental.

## sigloXXI
La controversia ha continuado en años recientes con el derribo de la Casa de Churchill de 1930, un edificio municipal neo-georgiano que originalmente albergaba el Tablero de Electricidad, para la nueva estación de autobús de Bath. Esto fue parte de la remodelación de Southgate iniciada en 2007 cuando el centro comercial de 1960, la estación de autobús y el aparcamiento de varios pisos fueron derribados y reemplazados con una área nueva de compras de un estilo simulado georgiano . A raíz de los cambios el estado de la ciudad como Sitio de Patrimonio Mundial fue revisado por UNESCO en 2009. La decisión estuvo hecha para dejar que  Bath mantenga su estado, pero se consultó a la UNESCO para fases futuras del desarrollo de la ribera, ya que la densidad y volumen de edificios en el segundo y terceras fases son necesarias para el desarrollo y han de ser reconsideradas. También dice que Bath tiene que hacer más para atraer arquitectura de clase mundial a cualquier nuevo desarrollo.